# Paul Kreber
Paul Kreber (* 10. April 1910 in Diedenhofen; † 25. September 1989 in Immenstaad am Bodensee) war ein deutscher Polizeibeamter, der mehrere Familien vor dem Porajmos rettete.

## Beruflicher Werdegang
Paul Kreber wuchs in Barmen auf. Nach Besuch einer Klosterschule, die er mit Abitur abschloss, absolvierte er einen mehrjährigen Militärdienst und arbeitete anschließend bei der Reichspost. 1933 trat er dem damals verbotenen Katholischen Gesellenverein bei. Ab 1941 war er als Kripobeamter im Erkennungsdienst tätig und für die Überwachung und Kontrolle der Sinti und Roma zuständig.

## Rettung von Sinti
Ab 1941/42 waren Paul Kreber und seine Frau Margarete privat mit der Sinti-Familie Weiss befreundet. Am 3. März 1943 wurden neun Sintifamilien aus städtischen Notunterkünften in das Gefängnis Bendahl und von dort zum Bahnhof gebracht, um nach Auschwitz deportiert zu werden. Die Familie Weiss – die Eltern Hugo und Antonie Weiss sowie deren fünf Söhne Paul, Johann, Arnold, Rigobert und Helmut – befanden sich nicht darunter, weil Kreber sie sowie weitere Sinti von der Liste gestrichen und gewarnt hatte. Er besorgte falsche Ausländerpässe, ließ „Gestellungsanweisungen“ unbearbeitet liegen oder verzögerte sie. Ferner organisierte er Fluchtmöglichkeiten ins Ausland und begleitete einige Sinti persönlich bis nach Frankreich. Zuvor hatte er wegen der gekürzten Rationen für „Zigeuner“ und Juden Sinti-Familien mit Lebensmitteln versorgt. Kreber stellte der Familie Weiss ein günstiges Leumundszeugnis „als sozial angepasste Zigeuner“ aus und konnte so eine Deportation verhindern. Stattdessen wurde eine Anordnung erlassen, die ganze Familie einer Zwangssterilisation zu unterziehen.
Die Luftangriffe auf Wuppertal im Mai und Juni 1943 verhinderten diese Zwangsmaßnahmen zunächst. Bei den Angriffen wurde auch die Familie von Paul Kreber ausgebombt und er nach Metz versetzt, in die Nähe seines Geburtsortes, wohin er die Familie Weiss nachholte und ihnen eine Wohnung und eine Arbeit in einem Wanderzirkus verschaffte. Hugo und Antonie Weiss wurden denunziert, aufgespürt und dennoch zwangssterilisiert. Die Familie überlebte den Krieg auf ständiger Flucht; nahezu alle Verwandten wurden nach Auschwitz deportiert und ermordet.

## Ehrungen
1964 schied Kreber, der bereits zu NS-Zeiten von Kollegen den Spitznamen „Zigeuner-Paul“ erhalten hatte, aus gesundheitlichen Gründen aus dem Polizeidienst aus. 1984 zog er an den Bodensee. 1988, ein Jahr vor seinem Tod, erhielt Paul Kreber auf Bestreben der Familie Weiss und des Zentralrats Deutscher Sinti und Roma am 24. November 1987 das Bundesverdienstkreuz am Bande. Romani Rose, Vorsitzender dieses Zentralrates, widmete sein 1987 publiziertes Buch Bürgerrechte für Sinti und Roma Simon Wiesenthal und Paul Kreber.
Am 1. Dezember 2000 wurde im Polizeipräsidium Wuppertal eine Gedenktafel für Paul Kreber eingeweiht. Johann Weiss, Vorsitzender des Landesverbands der Sinti und Roma in Baden-Württemberg, hatte die Stiftung dieser Tafel für „Onkel Paul“ gemeinsam mit der Begegnungsstätte Alte Synagoge Wuppertal initiiert. Er und seine Brüder Helmut und Paul waren bei der Einweihung der Gedenktafel zugegen und musizierten zu Paul Krebers Ehren. Die Familien Kreber und Weiss sind weiterhin eng befreundet.